# Registro lingüístico
El registro lingüístico es el conjunto de variables contextuales, sociolingüísticas y de otro tipo, que condicionan el modo en que una lengua es usada en un contexto concreto. Dentro de los factores variables que caracterizan el registro lingüístico están: 
- El tipo y estatus del receptor con el que se establece la comunicación.
- El tipo de vía o canal comunicativo o según la situación que se expresa.
- Los usos y costumbres de la sociedad en la que tiene lugar el hecho comunicativo.

## Clases de registros lingüísticos
Los registros lingüísticos se ordenan de acuerdo con los siguientes factores principales o variables contextuales:
- La formalidad o grado de ritualización de la situación comunicativa.
- La especialización del contexto y la composición de la audiencia potencial.
- El medio, vía o canal comunicativo usado para transmitir el mensaje.

### Formalidad
La formalidad de una situación tiene que ver con el hecho de que en ella se permita un uso más creativo o abierto de la lengua o que, por el contrario, se recurra predominantemente a "fórmulas" o "guiones" específicos, considerados adecuados para esa situación. En función del grado de formalidad —llamado a veces grado de ritualización porque la interacción comunicativa a veces procede por una serie de pasos o "ritos" preestablecidos—, se distingue entre registros formales o informales:
- Registros formales: Se caracterizan por la selección por parte del emisor de los recursos lingüísticos adecuados, y el uso del lenguaje de forma adecuada. Puede tratarse de registros especializados, como el científico-técnico.
- Registros informales: Suelen darse en la comunicación familiar o entre amigos. El registro coloquial o familiar se caracteriza por la falta de planificación, la preferencia por las estructuras simples y la expresividad del hablante.

Derivado del registro lingüístico informal, está también el lenguaje vulgar, caracterizado por su pobreza léxica, su uso incorrecto de la lengua y el empleo de elementos lingüísticos rudimentarios. El argot o jerga son formas especializadas de lengua con un léxico específico, o donde las palabras comunes se usan en un sentido restringido más específico.

### Especialización
Cuando la audiencia destinataria de un discurso o texto está formada por personas cuyo nexo común es una actividad especializada o una actividad profesional específica, es frecuente el uso de un léxico específico. De acuerdo con el grado de especialización, se puede distinguir entre situaciones profesionales o estándar:
- Situaciones profesionales: Se caracterizan por utilizar un vocabulario técnico propio del área de interés y el uso de ciertas expresiones idiomatizadas con un significado especial. Frecuentemente —aunque no siempre— este tipo de situaciones se encuadran en registros más formales.
- Situaciones estándar: Se caracterizan por valerse de un vocabulario más simple y más general, no específico de un área en particular. Suelen estar ligadas al registro informal. Utilizan un léxico adecuado para comunicarse.

### Medio
- Orales: Son los mensajes que hacen uso de la voz. Este tipo de registros suelen ser menos cuidados o formales que los escritos, aunque existen excepciones a esta regla. Se distinguen varias formas de registros orales:
  - Conversación informal. Particularmente suele ser el más usado para la comunicación entre amigos y familiares. En estos casos el intercambio de mensajes es ampliamente bidireccional o multidireccional.
  - Emisión audiovisual. El mensaje, a pesar de haber sido emitido oralmente, se transmite en una fase intermedia por algún medio electrónico o electromagnético de difusión, y llega al receptor nuevamente en forma sonora. En este tipo de situación la información suele ser unidireccional.
  - Conferencia o discurso. Un emisor transmite grandes porciones de información ante una audiencia que generalmente, al menos durante largos períodos, solo actúa como receptor.
- Escritos: Son los mensajes que se transmiten por escrito. Tradicionalmente este había sido el registro más formal y más cuidado, aunque la existencia de medios electrónicos a través de internet o mensajería ha fomentado la aparición de registros escritos altamente informales. Tradicionalmente los registros escritos habían estado más ligados a los registros profesional y formal.

## Registro y control del enunciado
En las variedades diafásicas, las diferencias de registro se manifiestan en los tipos de enunciado que elabora el emisor. Para crearlos, este realiza determinadas elecciones lingüísticas controlando sus emisiones.
Los registros muy formales, que suelen llamarse solemnes o ritualizados, son propios de situaciones de gran imposición protocolaria. En el extremo opuesto se sitúan los registros altamente informales o íntimos, que imponen escasas restricciones lingüísticas. Entre unos y otros, se encuentran los actos públicos y los actos académicos, que exigen un registro elevado; los administrativos o comerciales, con un registro causal; y las situaciones de ámbito privado, que imponen un registro informal.